# Polarità

La polarità della molecola dell'acqua è responsabile della non linearità della molecola.

Polarità

La polarità è una proprietà di una molecola data dal suo momento dipolare elettrico (o momento di dipolo elettrico), che è una grandezza fisica vettoriale misurabile sperimentalmente e che deriva dalla presenza nella molecola di cariche elettriche opposte separate da una distanza. In altri termini, la molecola che costituisce un dipolo elettrico è detta polare.
Per una molecola, l'eventuale momento dipolare è originato da una carica positiva su una parte della molecola e una uguale carica negativa sulla parte opposta di essa. Questa carica in genere consiste in una frazione della carica elementare (e), per cui in chimica viene normalmente detta «carica parziale» e viene indicata, a seconda del segno, con i simboli δ+ o δ−.
Le molecole che non presentano momento dipolare sono dette apolari o non polari. In una molecola apolare possono essere presenti coppie di cariche spazialmente separate, ma in tal caso la somma vettoriale dei singoli momenti dipolari risulta nulla e questa condizione è decidibile in base alla simmetria della molecola stessa, cioè dalla sua classe di simmetria.
In genere, in molecole triatomiche o poliatomiche, quando alcuni atomi tutti uguali fra loro sono legati ad un atomo centrale di tipo diverso, la molecola può non avere momento dipolare se la geometria della molecola fa sì che le cariche siano distribuite in maniera simmetrica nella molecola; molecole di questo tipo aventi momento dipolare nullo sono, ad esempio, BeF2 (triatomica lineare), BF3 (planare trigonale), CH4 (tetraedrica), PF5 (bipiramide trigonale), SF6 (ottaedrica), etc.
Un esempio di molecola polare è la molecola dell'acqua (H2O), in cui una carica parziale negativa è presente in prossimità dell'atomo di ossigeno (O) e una carica parziale positiva è presente in prossimità dei due atomi di idrogeno (H).
Il grado di polarità di un legame covalente dipende dalla capacità di ciascun atomo legato di attrarre a sé gli elettroni di legame, proprietà nota come elettronegatività. La differenza di elettronegatività di singoli atomi legati tra loro permette di stimare il grado di polarità di tale legame. A parità di altri fattori, la polarità di un legame aumenta all'aumentare della differenza di elettronegatività tra gli atomi coinvolti nel legame stesso.
La polarità di una molecola influenza la miscibilità tra due sostanze: in genere, due sostanze entrambe polari o entrambe apolari sono miscibili tra loro.

## Momento di dipolo
La polarità viene espressa quantitativamente dal suo momento di dipolo. Nel caso semplice di molecole biatomiche tale momento è il prodotto della la carica parziale presente ai due estremi per la distanza tra le cariche.
La polarità in una molecola si presenta se gli elettroni di legame tra due atomi diversi A e B non sono equamente condivisi a causa della diversa capacità dei due atomi di attrarre a sé gli elettroni di legame, cioè se i due atomi hanno diversa elettronegatività.
Si viene pertanto a creare un dipolo elettrico, il cui momento è:
{\displaystyle \mu =q*d}
dove d è la distanza tra le due cariche +q e -q che costituiscono il dipolo elettrico
{\displaystyle ^{+q}A-B^{-q}}
nel caso sia B più elettronegativo di A.
Poiché il momento dipolare di legame e la distanza di legame si possono misurare sperimentalmente, è possibile determinare la carica parziale q e quindi definire in base a questo la percentuale di carattere ionico in un legame covalente. Quindi, per una molecola biatomica, si ha:
|q| = |μ| / d
In un trattamento semplificato, il momento dipolare elettrico delle molecole poliatomiche sarà dato dalla somma vettoriale dei momenti dipolari dei singoli legami e degli eventuali doppietti solitari; il momento risultante, che indicherà se la molecola sia polare o meno, dipenderà dalla geometria della molecola.
Per esempio, le molecole dell'anidride carbonica (CO2), anidride solforica (SO3), tetrafluoruro di carbonio (CF4) sono apolari nonostante gli elevati momenti dipolari che ci si attendono per i singoli legami coinvolti. Invece, le molecole dell'ammoniaca (NH3), trifluoruro di azoto (NF3), acqua (H2O) e trifluorometano (CHF3) sono polari.